# Hymenophyllum helicoideum
Hymenophyllum helicoideum es una especie de helecho perteneciente a la familia Hymenophyllaceae.
Es endémica de Ecuador. Su hábitat natural es el bosque húmedo de baja altitud tropical o subtropical. Está amenazada por pérdida de su hábitat.